# Edi Bivi
Edi Bivi (Lignano Sabbiadoro, 11 gennaio 1960) è un allenatore di calcio ed ex calciatore italiano, di ruolo attaccante.

## Caratteristiche tecniche
Centravanti mancino e fisicamente minuto, era considerato un opportunista sottorete oltreché un abile rigorista.

## Carriera

### Giocatore

#### Club

Bivi in azione al Catanzaro nella stagione 1981-1982, in cui emerse quale vicecapocannoniere del campionato di Serie A.

Cresciuto nelle giovanili della Fiorentina, nel 1978 viene ceduto alla Mestrina, con cui disputa tre campionati di Serie C2 nei quali realizza globalmente 29 reti. Nell'estate 1981 viene acquistato dal Catanzaro, dove è chiamato a sostituire Massimo Palanca ceduto al Napoli: esordisce nella massima serie sul campo dei partenopei, trasformando all'ultimo minuto il rigore del definitivo 1-1. Nella sua prima stagione nella massima serie realizza 12 reti (tra cui quella della vittoria a San Siro contro il Milan), ed è il secondo miglior marcatore del campionato dietro Roberto Pruzzo; la formazione calabrese conclude la stagione al settimo posto e raggiunge la semifinale di Coppa Italia.
Nella stagione successiva rimane coinvolto nell'annata negativa del Catanzaro, che termina all'ultimo posto in classifica retrocedendo in Serie B, e le reti scendono a 3. Riconfermato per il campionato 1983-1984, segna 14 gol (uno in meno del capocannoniere Marco Pacione); la squadra finisce ancora all'ultimo posto e retrocede Serie C1.
Nel 1984 passa al Bari, neopromosso in Serie B, per 4 miliardi di lire: affiancato da Alberto Bergossi nel ruolo di seconda punta, vince con 20 reti la classifica cannonieri grazie anche a 11 calci di rigore (su 12 tentativi) e contribuisce alla promozione in Serie A dei baresi. Nelle due successive stagioni (una nella massima serie e una in Serie B) lo spazio in prima squadra si riduce, anche a causa dell'acquisto dell'attaccante Paul Rideout, e realizza complessivamente 4 reti.
In scadenza di contratto con il Bari, nel 1987 si trasferisce alla Triestina in cambio di un indennizzo di 800 milioni di lire. Con gli alabardati segna 10 gol, e la squadra retrocede in Serie C, anche a causa di una penalizzazione di 5 punti; l'anno successivo passa alla Cremonese. Con i grigiorossi realizza 14 reti e ottiene la sua seconda promozione in Serie A, dopo lo spareggio vinto contro la Reggina (suo il primo rigore). Non viene riconfermato dalla società nella massima serie, e viene ceduto al Monza. Nella formazione brianzola mette a segno 14 reti, tra cui la doppietta che consente di battere il Torino all'ultima giornata raggiungendo lo spareggio-salvezza contro il Messina, perso poi per 1-0 con conseguente retrocessione in Serie C.
Nell'estate 1990 passa al Pescara, dove resterà quattro anni. Rivitalizzato da Giovanni Galeone, ottiene nella stagione 1991-1992 la sua terza promozione nella massima serie con 12 reti all'attivo, come attaccante centrale nel tridente con Rocco Pagano e Frederic Massara. Dopo un'ultima stagione nella massima serie finita con una retrocessione (campionato 1992-1993, concluso con 3 reti realizzate e l'ultimo posto in classifica), lascia il Pescara nel 1994 per concludere la carriera agonistica nelle serie inferiori, con Giorgione, Livorno, Ospitaletto, Ortona e Imolese.
Ha totalizzato complessivamente 93 presenze con 20 reti in Serie A e 274 presenze con 92 reti in B.

#### Nazionale
Nella sua prima stagione al Catanzaro viene convocato da Azeglio Vicini nella nazionale Under-21, nella quale disputa 3 partite. Alla vigilia del campionato del mondo 1982 fa parte del gruppo dei 40 azzurrabili selezionati da Enzo Bearzot; in fase di compilazione della lista definitiva, tuttavia, gli viene preferito il cagliaritano Franco Selvaggi.

### Allenatore
Stabilitosi definitivamente a Pescara, intraprende la carriera di allenatore guidando diverse formazioni dilettantistiche abruzzesi. Dopo l'esordio alla guida del Castelnuovo Vomano (retrocesso nel campionato di Eccellenza Abruzzo 2002-2003), nel maggio 2004 viene chiamato sulla panchina del Termoli, in Serie D, retrocedendo dopo i play-out persi contro il Monterotondo.
Nel gennaio 2007 è subentrato alla guida dell'Hatria, squadra di Eccellenza abruzzese, con la quale ha ottenuto un quinto posto finale e poi raggiunto e perso la finale regionale dei play-off promozione contro il Notaresco. Nella stagione 2007-2008 ha allenato la Pro Vasto, squadra di Serie D, venendo esonerato dopo 6 giornate nelle quali aveva raccolto 6 punti.
Nella stagione 2011-2012 viene chiamato alla guida dell'Atletico Boville; anche in questo caso viene esonerato dopo poche giornate.

## Palmarès

### Giocatore
- Capocannoniere della Serie B: 1

1984-1985 (20 gol)